# Adolf Sobieraj
Adolf Kazimierz Sobieraj (ur. 1 października 1946 w Koryczanach) – polski inżynier rolnictwa i działacz ruchu ludowego, poseł na Sejm PRL VII kadencji.

## Życiorys
Działał w Związku Walki Młodych, Zrzeszeniu Studentów Polskich i Związku Socjalistycznej Młodzieży Wiejskiej. Uzyskał tytuł inżyniera rolnictwa na Wydziale Rolnym Wyższej Szkoły Rolniczej w Poznaniu w 1970. Następnie odbył staż w PGR Trzebienice, był także organizatorem obsługi rolnictwa w Gminnej Spółdzielni w Janowcu. Potem rozpoczął prowadzenie własnego gospodarstwa rolnego, specjalizujące się w hodowli bydła mlecznego i młodego bydła opasowego. Zasiadał w plenum Wojewódzkiego Komitetu Zjednoczonego Stronnictwa Ludowego. W 1976 uzyskał mandat posła na Sejm PRL w okręgu Dąbrowa Górnicza. Zasiadał w Komisji Handlu Zagranicznego oraz w Komisji Oświaty i Wychowania. Ponadto pełnił funkcję sekretarza Sejmu.
Wchodził w skład rady nadzorczej Banku Spółdzielczego w Wolbromiu.